# أوريل دا فيغا
أوريل دا فيغا هو لاعب كرة قدم برازيلي في مركز الدفاع، ولد في 28 أغسطس 1940 في نيتيروي في البرازيل. لعب مع أتلانتا تشيفز.